# Stadio Arcoveggio
Lo stadio Arcoveggio è uno stadio di Bologna, adibito primariamente a rugby e atletica leggera.
Di proprietà comunale, si trova alla periferia nord della città fra i rioni Bolognina e Corticella, nel quartiere Navile.
Si trova adiacente alla tangenziale, all'altezza dell'uscita 6.
Ospita la formazione Bologna Rugby 1928.

## Storia
Il 22 marzo 1964 l'impianto ospitò un incontro della nazionale di rugby a 15 dell'Italia, contro la Germania Ovest e terminato con la vittoria degli Azzurri con il punteggio di 17 a 3.
Nel 2009 ha ospitato gli incontri casalinghi dei Doves Bologna e dal 2018 ospita i Braves Bologna.
È - con lo Stadio Giorgio Bernardi - uno dei due stadi che hanno ospitato il Campionato europeo di football americano Under-19 2019: vi si sono giocati due incontri dei quarti di finale, le semifinali fra le squadre vincenti e tutte le finali

## Struttura
Lo stadio è parte di un complesso sportivo del quale fanno parte anche due piscine (coperta e scoperta) e una palestra, ed è circondato da una pista di atletica leggera che però è inutilizzabile per competizioni di livello nazionale, per via della mancata fruibilità del prato interno per le specialità come i lanci, a causa dell'utilizzo che ne viene fatto dalle altre discipline come rugby e calcio, e per la presenza del cordolo in cemento che circonda la pista stessa.
L'impianto può contenere circa 2.000 spettatori e dispone di una tribuna coperta con 1326 posti, di una piccola tribuna scoperta con 200 posti sul lato opposto e di posti in piedi lungo il bordo del campo.